# Anthony Bartholome
Anthony Bartholome (Saint-Étienne, 10 december 1982) is een Franse voetbalspeler. Zijn positie is flankverdediger. Hij komt sinds augustus 2008 uit voor KV Kortrijk. Eerder speelde hij voor AS Saint-Étienne, ASOA Valence, Raith Rovers FC, AC Arles, US Raon L'Etape en RE Virton.